# 이효희
이효희(李曉熙, 1980년 8월 26일 ~ )는 대한민국의 배구인이다.

## 클럽 경력
경기도 수원시 출신이다. 초등학교 5학년 때 배구를 처음 시작했으며, 수원한일전산여자고등학교(현재의 한봄고등학교)를 졸업했다. 2000년 대전 KT&G 아리엘즈에 입단했고, 2007년 FA를 선언하여 인천 흥국생명 핑크스파이더스로 이적했다. 2009–2010 시즌이 끝난 후 잠시 프로에서 물러나 실업 팀에서 뛰다가 화성 IBK기업은행 알토스로 이적하여 창단 멤버가 되었으며, 2014년에 FA 자격을 얻어 김천 한국도로공사 하이패스로 이적하였다.

## 국가대표팀 경력
- 2005년 월드 그랜드 챔피언스컵
- 2011년 아시아 여자 배구 선수권 대회
- 2014년 인천 아시안 게임 금메달
- 2016년 리우 올림픽 공동 5위
- 2018년 자카르타 아시안 게임 동메달

## 은퇴 후 경력
2019–2020 시즌을 마치고 FA 자격을 취득하였는데, 소속 팀인 도로공사와 FA 계약을 하지 않고 현역 은퇴를 선언하였다. 2020–2021 시즌부터는 팀의 코치로 합류하였으며,
2020–2021 시즌 중 6라운드 홈 경기인 한국도로공사 vs IBK기업은행 경기에서 은퇴식이 치러졌다. 한국배구연맹과 구단은 이효희가 그 동안 배구계에 바쳐온 공로를 인정하여 등번호 5번을 영구 결번으로 처리했다. 이는 남자부 안산 OK금융그룹 읏맨의 로버트랜디 시몬(13번), 화성 IBK기업은행 알토스의 김사니(9번) 이후 프로배구에서 역대 세 번째다.